# Свечкарево (Кобелякский район)

Свечкарево (укр. Свічкареве) — село,
Марковский сельский совет,
Кобелякский район,
Полтавская область,
Украина.
Код КОАТУУ — 5321884604. Население по переписи 2001 года составляло 668 человек.

## Географическое положение
Село Свечкарево находится в 3-х км от правого берега ручья Волчий.
На расстоянии в 3 км расположены сёла Марковка и Попово (Новосанжарский район).
Село окружено большим садовым массивом.
Рядом проходит автомобильная дорога Р-52.

## История
Имеется на карте 1869 года как овчарня

## Объекты социальной сферы
- Школа.

## Галерея

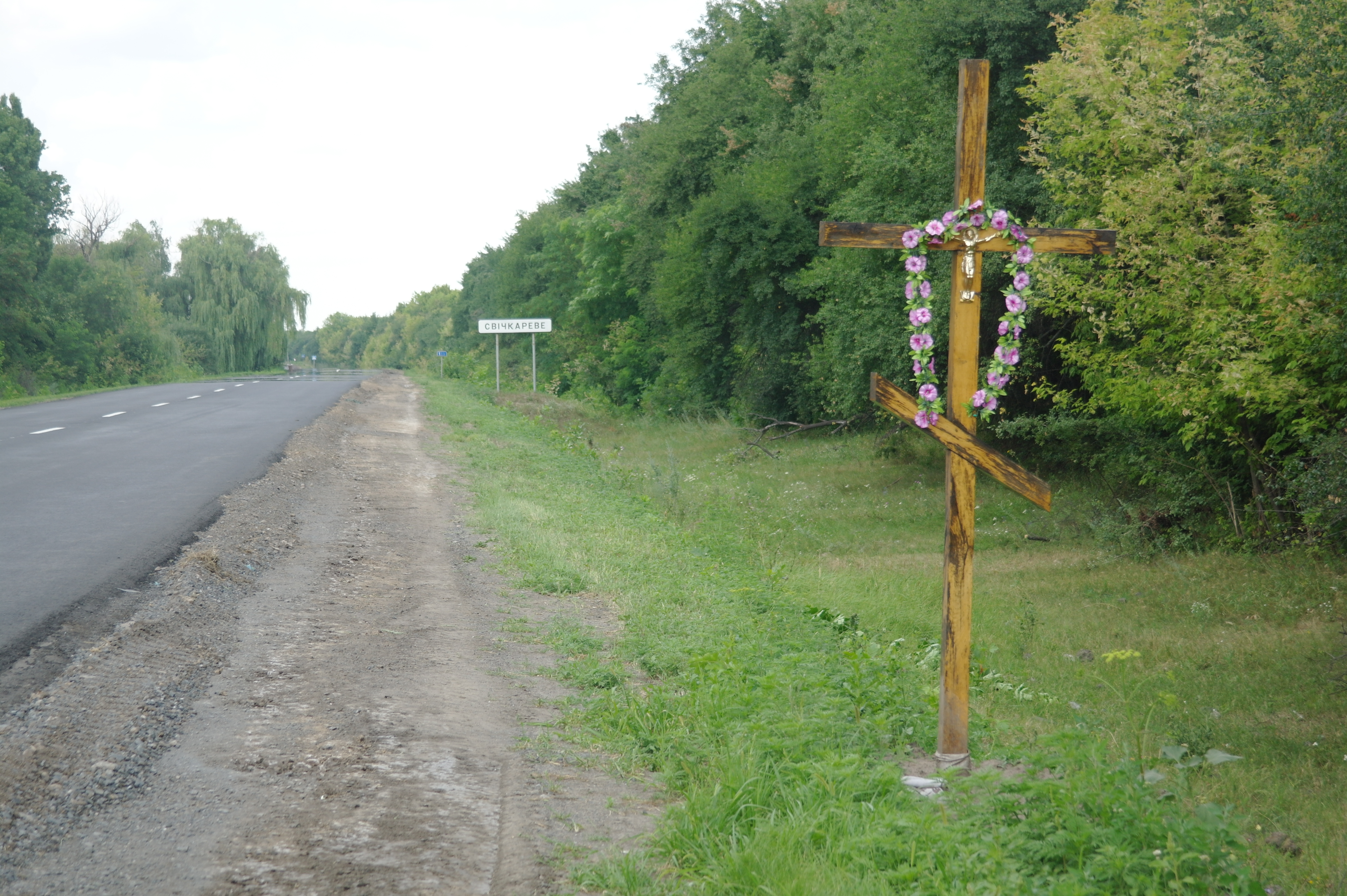
Село находится у трассы Киев — Днепропетровск
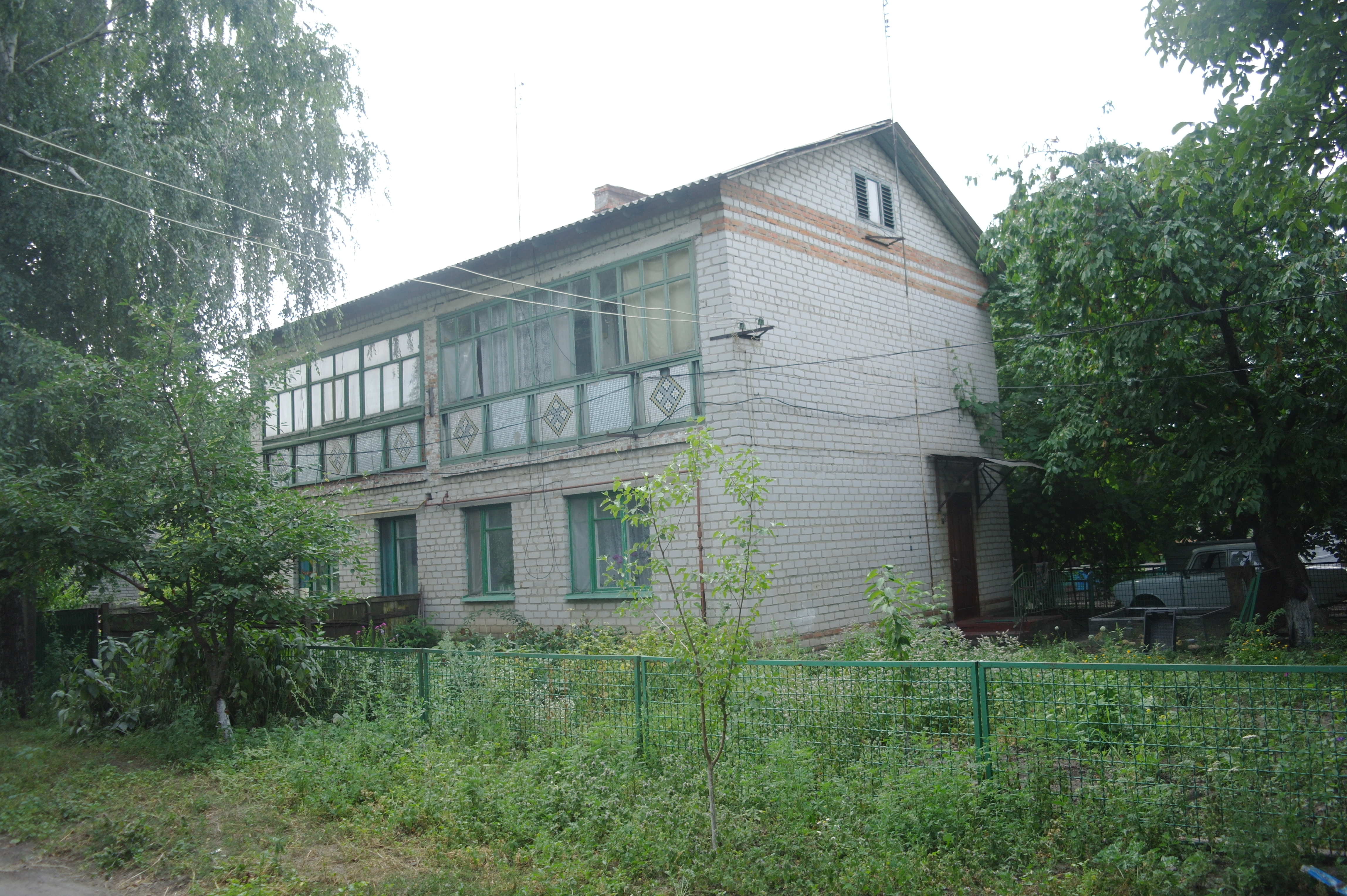
Жилой дом
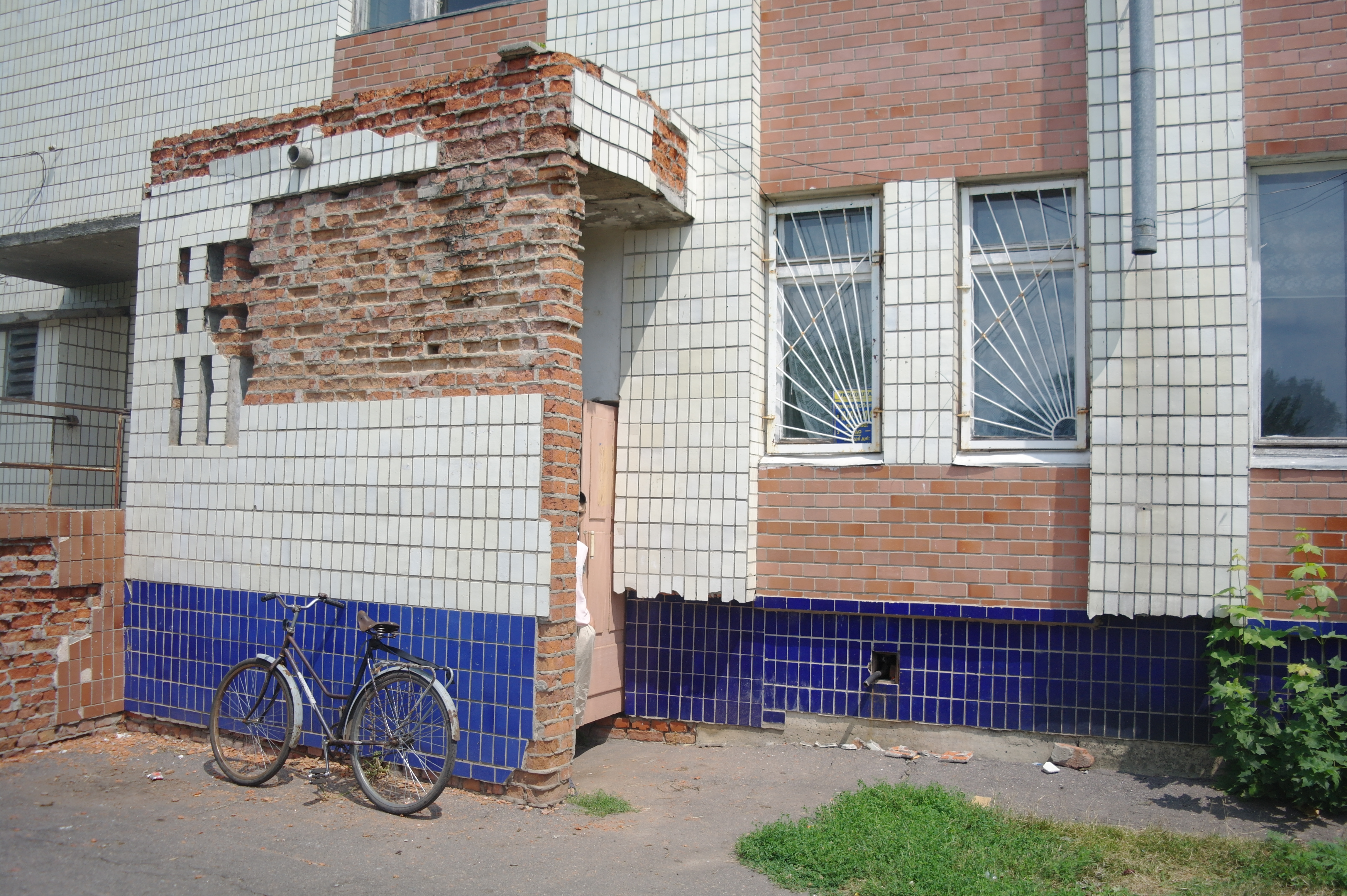
Укрпочта
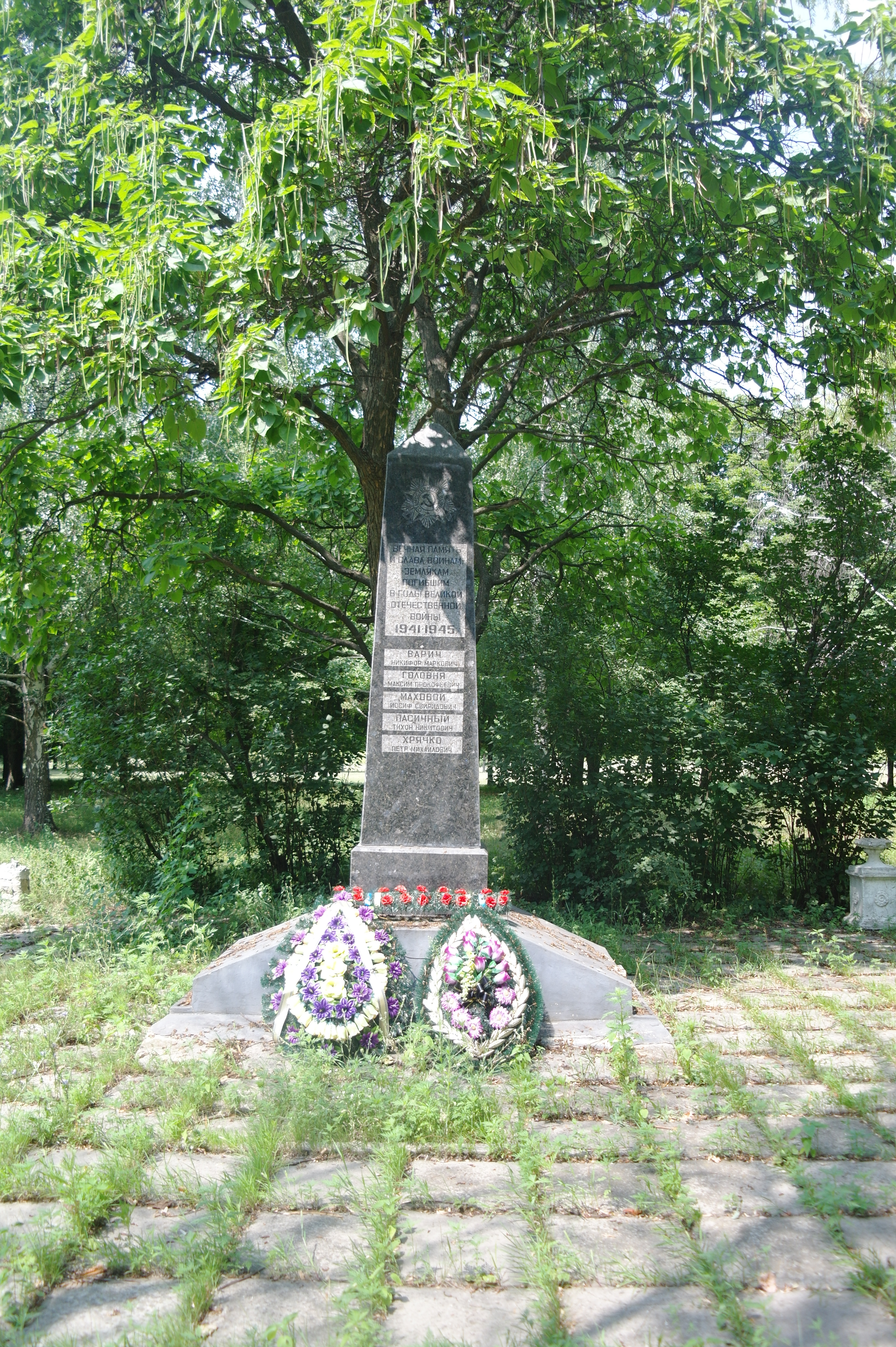
Памятник погибшим в ВОВ
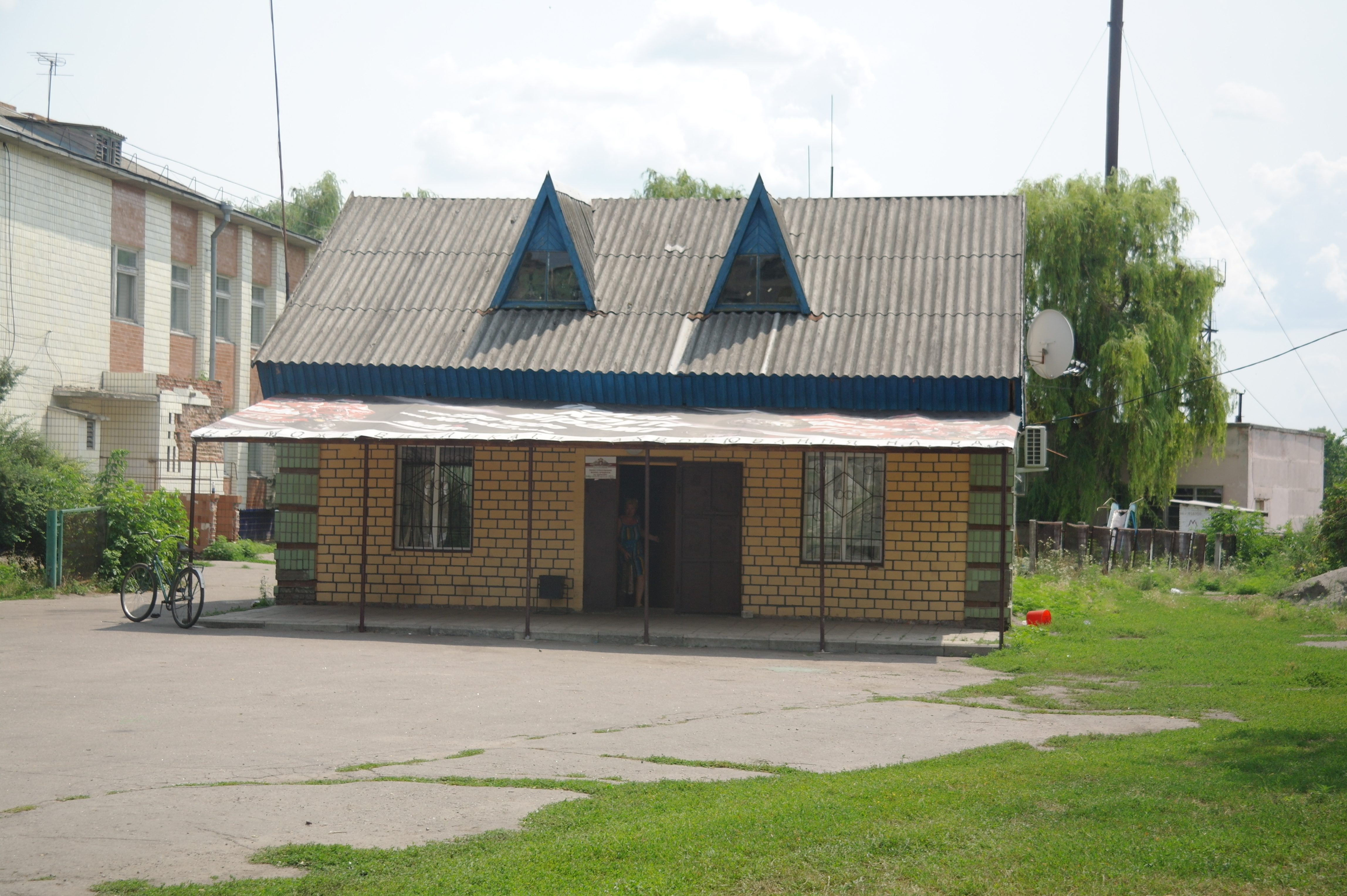
Магазин
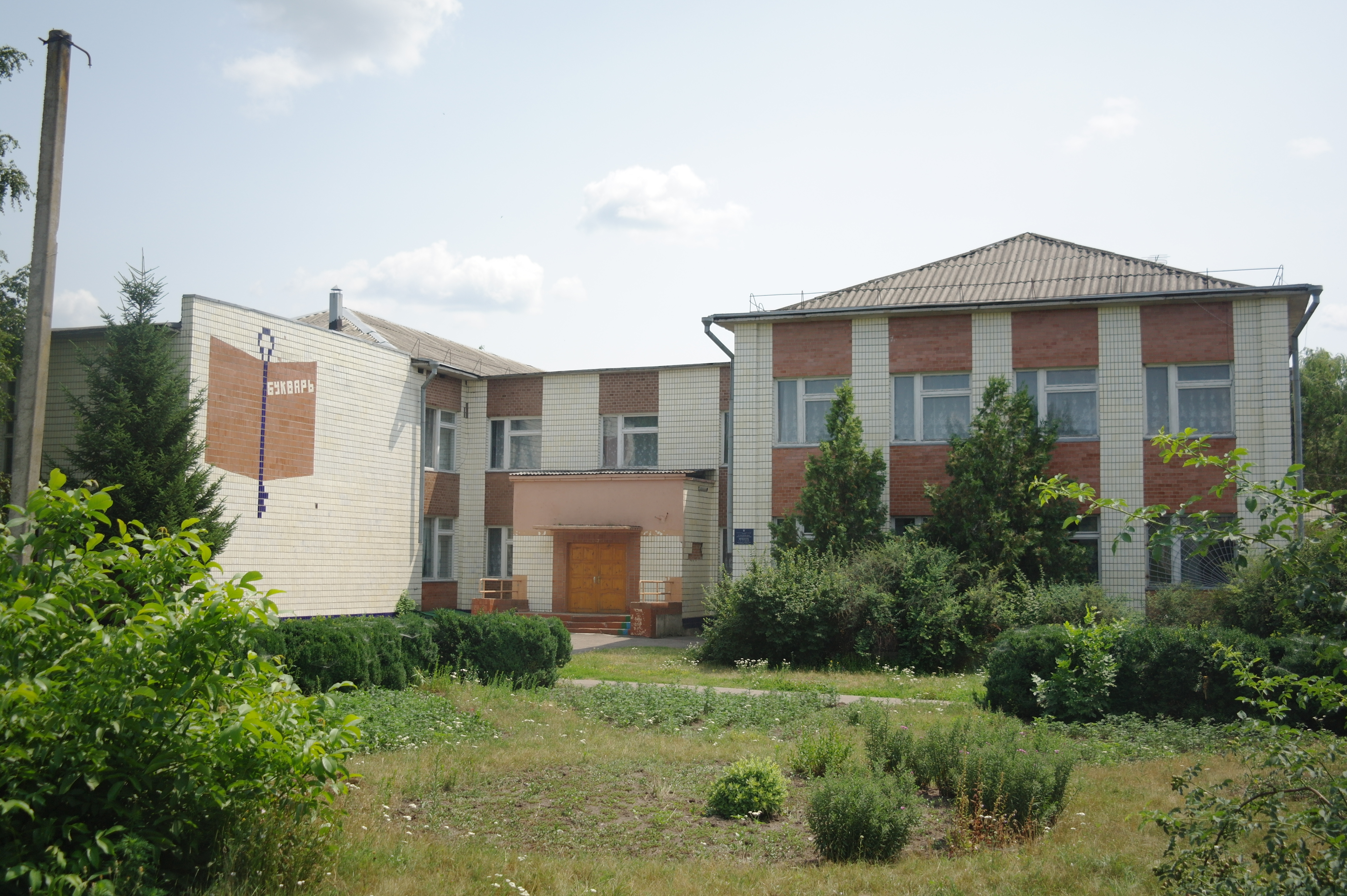
Школа 1—3 ступеней
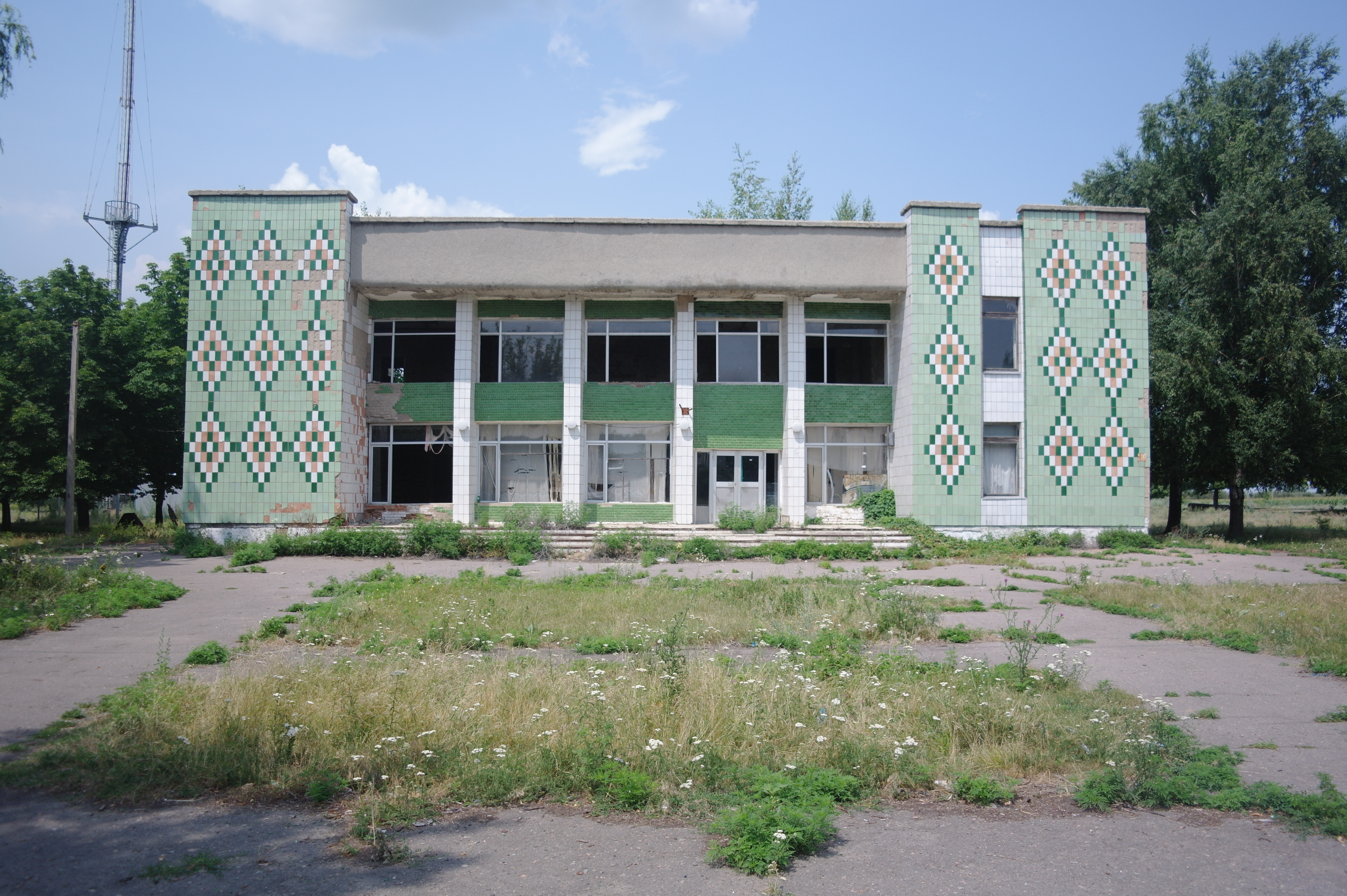
Сельский клуб
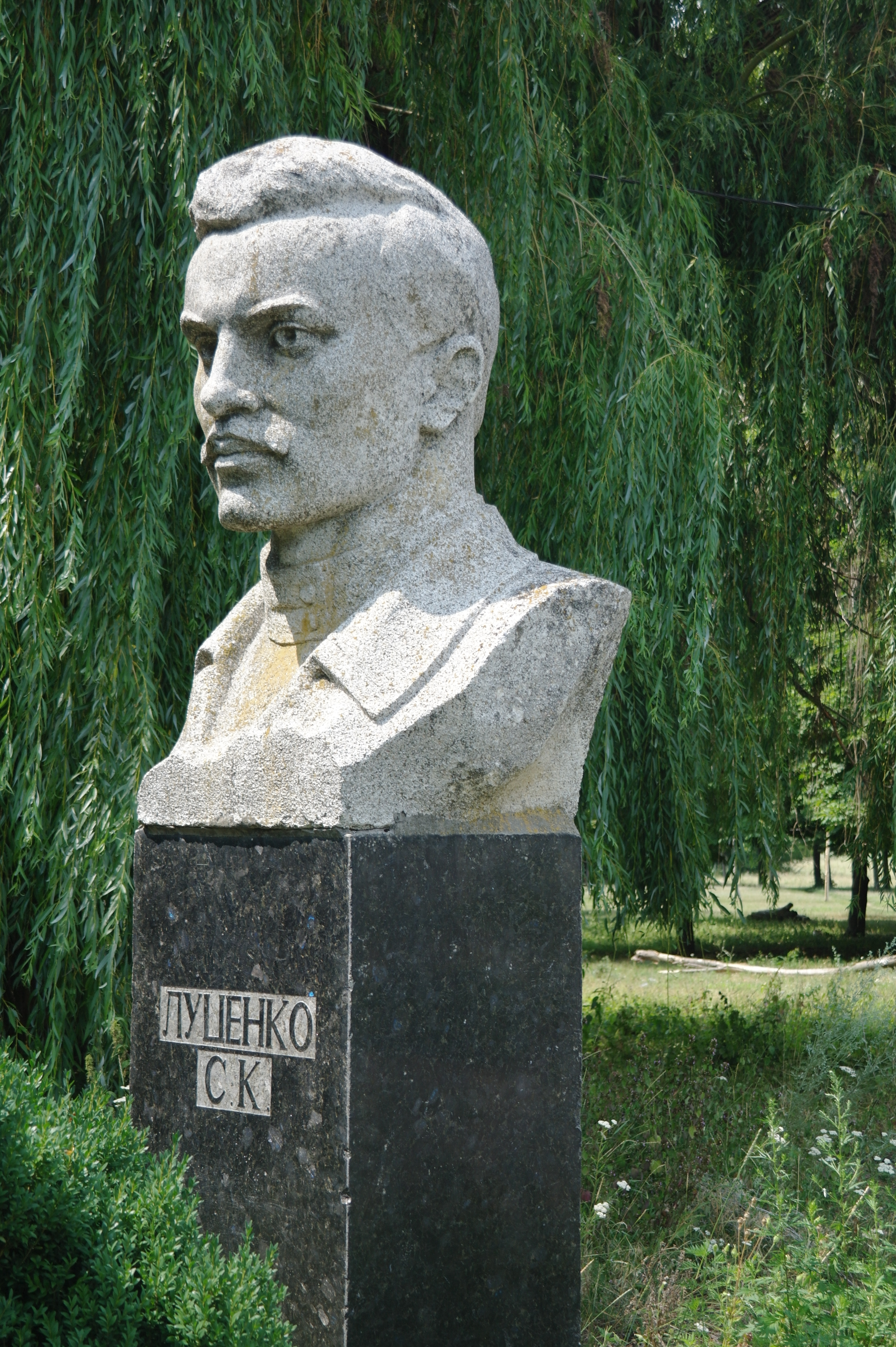
Памятник Луценко
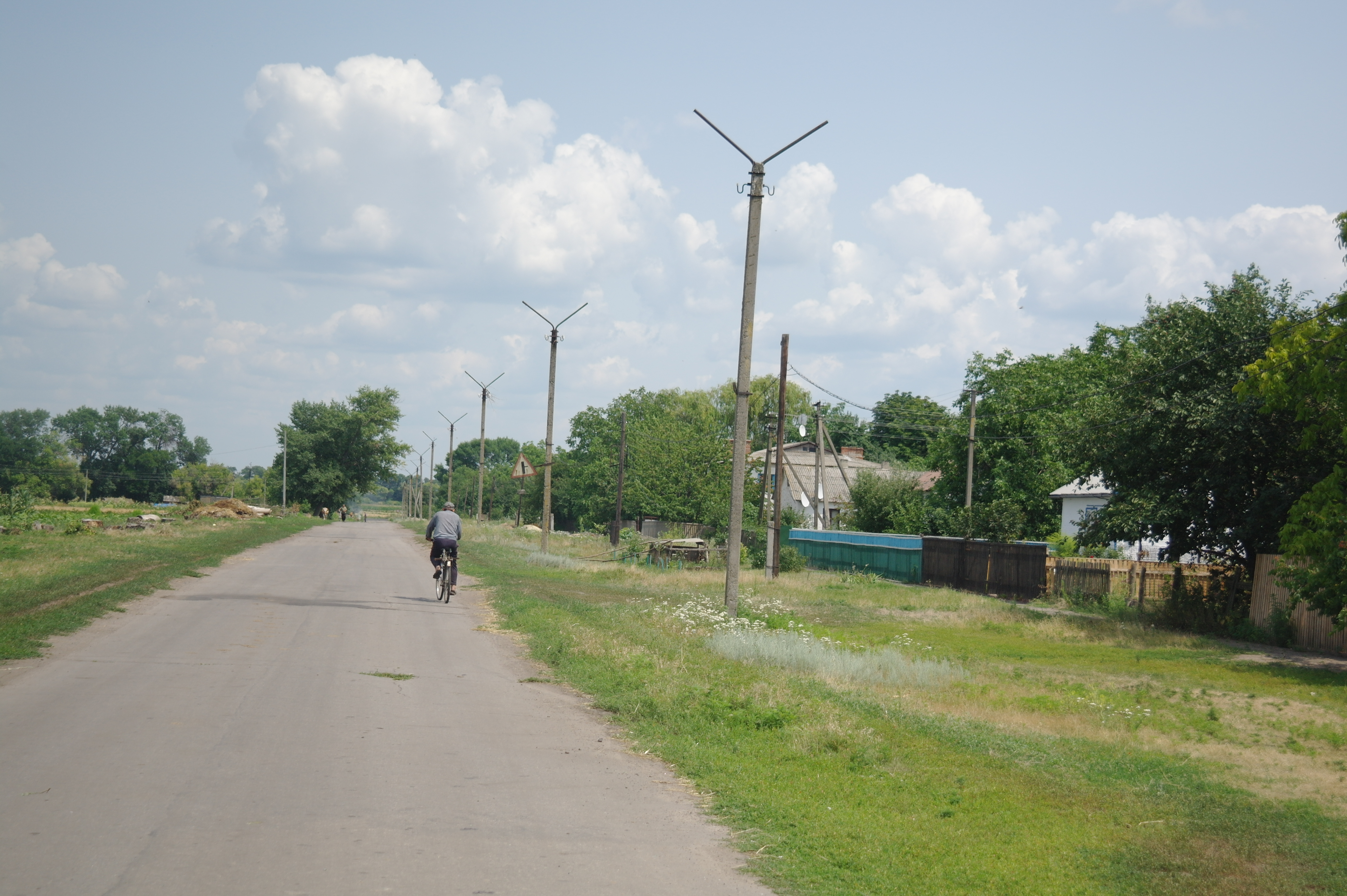
Главная улица
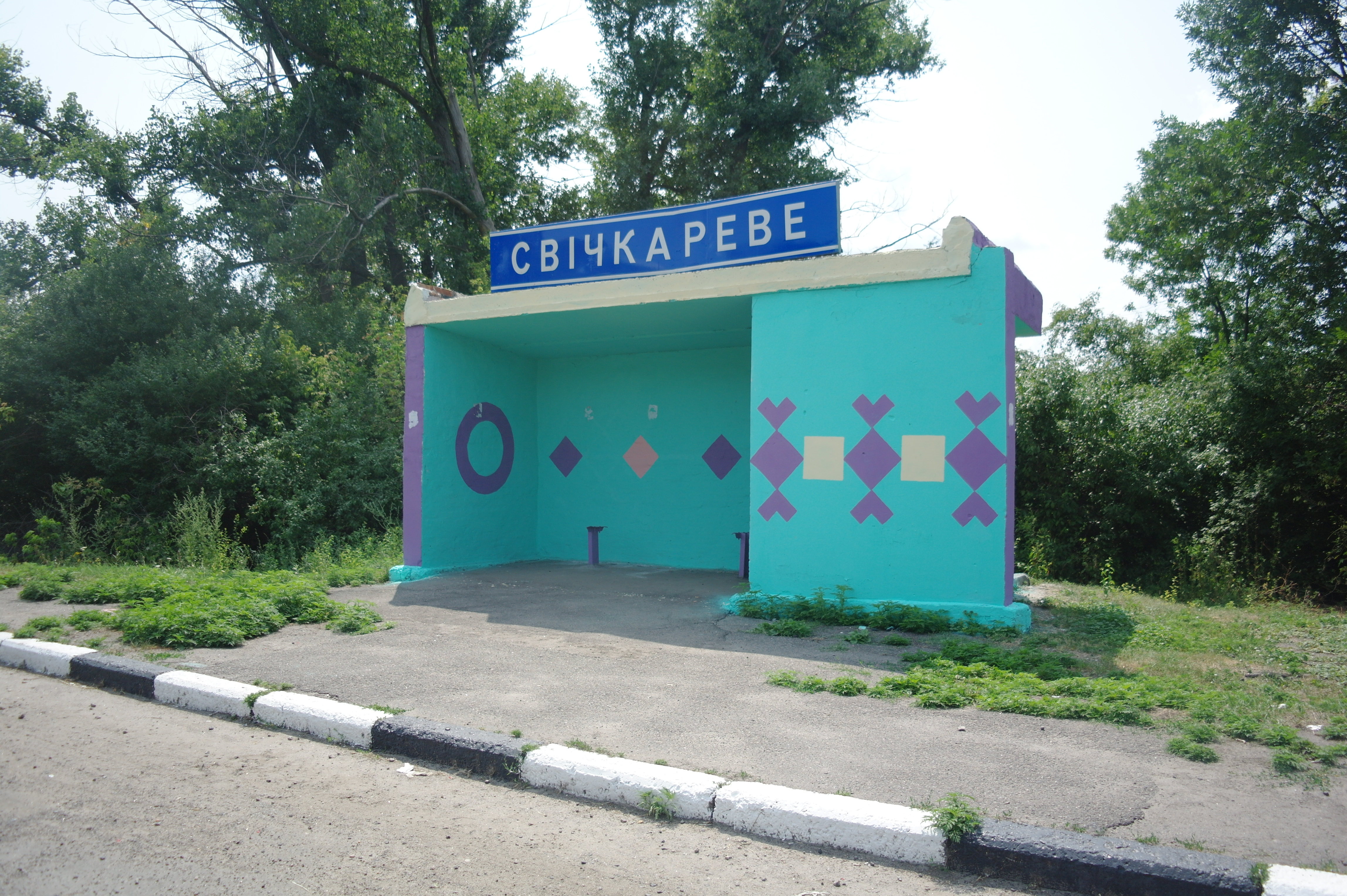
Остановка
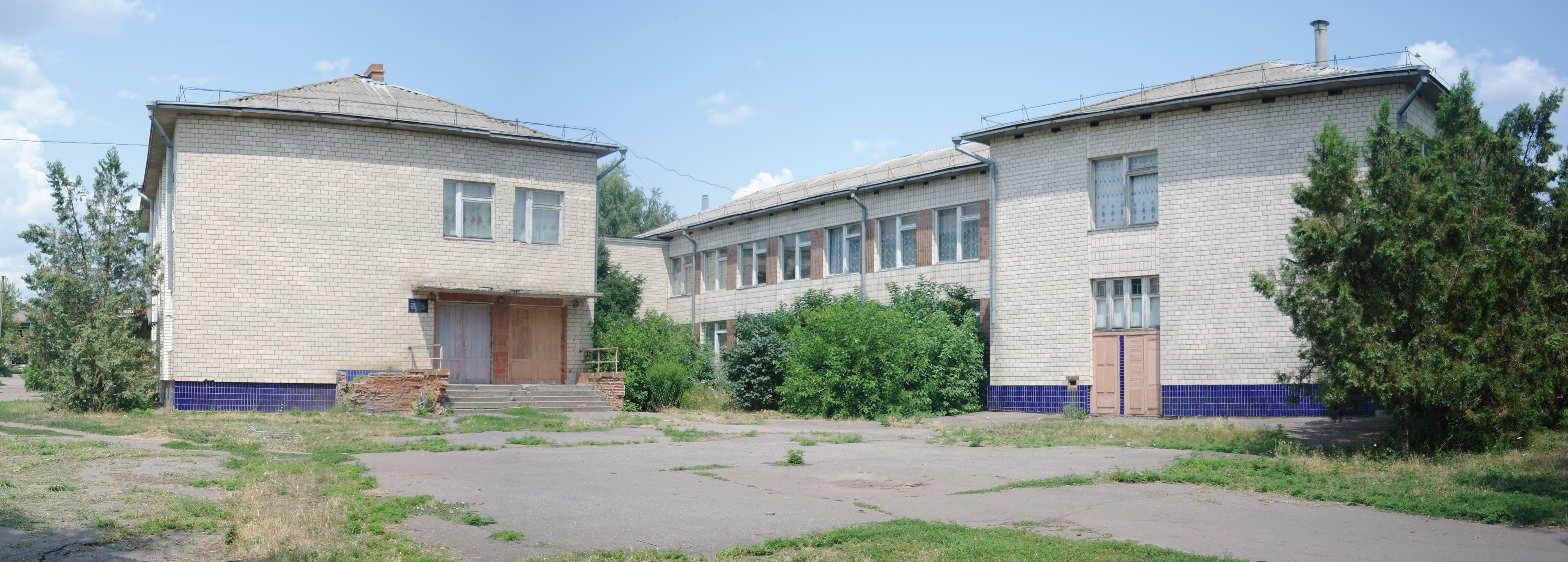
Фельдшерско-акушерский пункт во дворе школы